# اللعبة (فلم 1989)
اللعبة هو فيلمٌ عراقيٌ أُنتج عام 1989.

## قصة الفيلم
يتسرب الملل إلى حياة الدكتور رافع وزوجته، رغم أنهما تزوجا عن حبٍ، وهما المنحدرين من عائلتين ثريتين. يحاول الدكتور كسر هذا الملل بأن يتصل بزوجته موهماً إياها أنه معجبٌ بامرأة أخرى، وتحاول الزوجة معرفة حقيقة هذا الأمر.

## وصلات خارجية
- مقالات تستعمل روابط فنية بلا صلة مع ويكي بيانات